# Keala Settle
Keala Settle (Laie, 5 de novembro de 1975) é uma atriz e cantora estadunidense. Conhecida pelo trabalho no musical Hands on a Hardbody da Broadway, foi indicada ao Outer Critics Circle Award, Drama Desk Award e Tony Award. Além deste, atuou em Priscilla, Queen of the Desert e Les Misérables, além de já ter conquistado o Globo de Ouro de melhor canção original por "This Is Me", interpretada para o filme The Greatest Showman.